# Tabanus brunnicolor
Tabanus brunnicolor är en tvåvingeart som beskrevs av Philip 1960. Tabanus brunnicolor ingår i släktet Tabanus och familjen bromsar. Inga underarter finns listade i Catalogue of Life.